# János Irinyi
János Irinyi (18. května 1817 Albiş – 17. prosince 1895 Létavértes) byl maďarský chemik, vynálezce nové varianty zápalky, tiché a nevýbušné.
Vystudoval vídeňskou polytechniku. V roce 1836 přišel s vylepšením zápalek, k jejichž výrobě použil oxid olovičitý místo dříve používaného chlorečnanu draselného, který způsoboval hlučné výbuchy. Svůj objev prodal podnikateli Istvánu Rómerovi, aby mohl pokračovat ve studiu. V letech 1840 až 1848 provozoval v Budapešti vlastní továrnu na zápalky, ale obchodní výsledky nenaplnily jeho očekávání a kvůli finančním potížím se musel továrny vzdát. Později se věnoval zemědělství a mj. zavedl na svém statku hnojení sádrovcem. Zemědělské pokusy ho finančně zruinovaly a musel pracovat jako účetní, poté se stal ředitelem závodu István Mill v Debrecínu. Je také autorem maďarského chemického názvosloví.
Jeho mladším bratrem byl novinář József Irinyi. Oba bratři se zapojili do maďarské revoluce 1848–1849 a po jejím potlačení byli vězněni.
Jeho jméno nese střední škola ve městě Kazincbarcika i asteroid 106869 Irinyi, objevený vědci z observatoře Piszkéstető.